# 閃閃音符
閃閃音符(日文：きらら音符（ノート）)是貓部貓繼《金魚注意報》和《企鵝偵探團》之後，又一輕鬆校園喜劇。1994年7月至1995年2月在日本少女漫畫月刊なかよし(NAKAYOSI)連載，1995年8月至1996年3月在香港漫畫月刊COMIC FANS連載。及後推出單行本，全一期。

## 人物
- 天龍川 崎 (小崎)

天真爛漫，性格活潑。小時候喜歡鄰居「良仔」，「良仔」搬家後，小崎沒有再見過「良仔」。小崎升中後，經常在夢中夢到一位長髮女孩子，長髮女孩告訴小崎將會好事來臨。
- 舞坂亞希子

小崎的同學，性格陰沉，愛惡作劇，一心要幫小崎找尋「良仔」，卻愈幫愈忙。後來和佐鳴良平聯手，企圖拆散小崎和真正的「良仔」。
- 佐鳴良平

轉校生，頗有女人緣，因此以為任何女孩都傾慕自己。由於他的名字中有「良」字，而且與「良仔」年紀相約，小崎一度誤會他是真命天子。起初以為小崎喜歡自己而不放在心上，直到真正的「良仔」出現後受到挫敗，與舞坂亞希子聯手，企圖棒打鴛鴦。
- 町森要士

一個沒有耐性、粗魯的男孩，不喜歡小崎的癡纏，但對小崎不反感。有一位留著長髮的姊姊。其實他就是真正的「良仔」。原因是要士的「要」發音和「良」一樣(Ryo)，只是小崎不記得他的全名。